# Nicky Jam/Diskografie
Diese Diskografie ist eine Übersicht über die musikalischen Werke des US-amerikanischen Reggaeton-Sängers Nicky Jam. Den Schallplattenauszeichnungen zufolge hat er bisher mehr als 38,4 Millionen Tonträger verkauft, davon alleine in seiner Heimat über 18,6 Millionen. Seine erfolgreichste Veröffentlichung ist die Single Te boté (Remix) mit über 6,4 Millionen verkauften Einheiten.

## Alben

### Studioalben
| Jahr | Titel Musiklabel                    | Höchstplatzierung, Gesamtwochen, AuszeichnungChartplatzierungen (Jahr, Titel, Musiklabel, Platzierungen, Wochen, Auszeichnungen, Anmerkungen) | Höchstplatzierung, Gesamtwochen, AuszeichnungChartplatzierungen (Jahr, Titel, Musiklabel, Platzierungen, Wochen, Auszeichnungen, Anmerkungen) | Höchstplatzierung, Gesamtwochen, AuszeichnungChartplatzierungen (Jahr, Titel, Musiklabel, Platzierungen, Wochen, Auszeichnungen, Anmerkungen) | Höchstplatzierung, Gesamtwochen, AuszeichnungChartplatzierungen (Jahr, Titel, Musiklabel, Platzierungen, Wochen, Auszeichnungen, Anmerkungen) | Höchstplatzierung, Gesamtwochen, AuszeichnungChartplatzierungen (Jahr, Titel, Musiklabel, Platzierungen, Wochen, Auszeichnungen, Anmerkungen) | Höchstplatzierung, Gesamtwochen, AuszeichnungChartplatzierungen (Jahr, Titel, Musiklabel, Platzierungen, Wochen, Auszeichnungen, Anmerkungen) | Höchstplatzierung, Gesamtwochen, AuszeichnungChartplatzierungen (Jahr, Titel, Musiklabel, Platzierungen, Wochen, Auszeichnungen, Anmerkungen) | Anmerkungen                             |
| Jahr | Titel Musiklabel                    | DE | AT | CH | UK | US | Latin | ES | Anmerkungen                             |
| ---- | ----------------------------------- | --- | --- | --- | --- | --- | --- | --- | --------------------------------------- |
| 1995 | Distinto a los demás F&K Records    | — | — | — | — | — | — | — | Erstveröffentlichung: 1995              |
| 2001 | Haciendo escante Pina Records       | — | — | — | — | — | — | — | Erstveröffentlichung: 4. Dezember 2001  |
| 2004 | Vida escante Pina Records (UMG)     | — | — | — | — | — | Latin23 (6 Wo.)Latin | ES79 (2 Wo.)ES | Erstveröffentlichung: 23. November 2004 |
| 2007 | The Black Carpet Pina Records (UMG) | — | — | — | — | — | Latin24 (5 Wo.)Latin | — | Erstveröffentlichung: 11. Dezember 2007 |
| 2017 | Fénix La Industria (Sony)           | — | — | CH5 (4 Wo.)CH | — | US28 (24 Wo.)US | Latin1 Diamant + Platin · (230 Wo.)Latin | ES35 (1 Wo.)ES | Erstveröffentlichung: 20. Januar 2017   |
| 2019 | Íntimo La Industria (Sony)          | — | — | CH67 (1 Wo.)CH | — | US132 (1 Wo.)US | Latin3 ×4Vierfachplatin · (42 Wo.)Latin | — | Erstveröffentlichung: 1. November 2019  |
| 2021 | Infinity La Industria (Sony)        | — | — | — | — | — | Latin9 (2 Wo.)Latin | ES13 (9 Wo.)ES | Erstveröffentlichung: 27. August 2021   |
| 2024 | Insomnio Sony Latin (Sony)          | — | — | — | — | — | — | ES29 (4 Wo.)ES | Erstveröffentlichung: 6. September 2024 |

grau schraffiert: keine Chartdaten aus diesem Jahr verfügbar

### Kompilationen
| Jahr | Titel Musiklabel                           | Höchstplatzierung, Gesamtwochen, AuszeichnungChartplatzierungen (Jahr, Titel, Musiklabel, Platzierungen, Wochen, Auszeichnungen, Anmerkungen) | Höchstplatzierung, Gesamtwochen, AuszeichnungChartplatzierungen (Jahr, Titel, Musiklabel, Platzierungen, Wochen, Auszeichnungen, Anmerkungen) | Höchstplatzierung, Gesamtwochen, AuszeichnungChartplatzierungen (Jahr, Titel, Musiklabel, Platzierungen, Wochen, Auszeichnungen, Anmerkungen) | Höchstplatzierung, Gesamtwochen, AuszeichnungChartplatzierungen (Jahr, Titel, Musiklabel, Platzierungen, Wochen, Auszeichnungen, Anmerkungen) | Höchstplatzierung, Gesamtwochen, AuszeichnungChartplatzierungen (Jahr, Titel, Musiklabel, Platzierungen, Wochen, Auszeichnungen, Anmerkungen) | Höchstplatzierung, Gesamtwochen, AuszeichnungChartplatzierungen (Jahr, Titel, Musiklabel, Platzierungen, Wochen, Auszeichnungen, Anmerkungen) | Höchstplatzierung, Gesamtwochen, AuszeichnungChartplatzierungen (Jahr, Titel, Musiklabel, Platzierungen, Wochen, Auszeichnungen, Anmerkungen) | Anmerkungen                             |
| Jahr | Titel Musiklabel                           | DE | AT | CH | UK | US | Latin | ES | Anmerkungen                             |
| ---- | ------------------------------------------ | --- | --- | --- | --- | --- | --- | --- | --------------------------------------- |
| 2003 | Salón de la fama Jams Records (White Lion) | — | — | — | — | — | — | — | Erstveröffentlichung: 2003              |
| 2014 | Greatest Hits, Vol. 1 Codiscos (Sony)      | — | — | — | — | — | Latin18 (63 Wo.)Latin | — | Erstveröffentlichung: 15. Dezember 2014 |

grau schraffiert: keine Chartdaten aus diesem Jahr verfügbar

### Mixtapes
| Jahr | Titel Musiklabel               | Anmerkungen                         |
| ---- | ------------------------------ | ----------------------------------- |
| 2009 | The Black Mixtape Selbstverlag | Erstveröffentlichung: 20. Juni 2009 |

## Singles

### Als Leadmusiker
| Jahr | Titel Album                             | Höchstplatzierung, Gesamtwochen, AuszeichnungChartplatzierungen (Jahr, Titel, Album, Platzierungen, Wochen, Auszeichnungen, Anmerkungen) | Höchstplatzierung, Gesamtwochen, AuszeichnungChartplatzierungen (Jahr, Titel, Album, Platzierungen, Wochen, Auszeichnungen, Anmerkungen) | Höchstplatzierung, Gesamtwochen, AuszeichnungChartplatzierungen (Jahr, Titel, Album, Platzierungen, Wochen, Auszeichnungen, Anmerkungen) | Höchstplatzierung, Gesamtwochen, AuszeichnungChartplatzierungen (Jahr, Titel, Album, Platzierungen, Wochen, Auszeichnungen, Anmerkungen) | Höchstplatzierung, Gesamtwochen, AuszeichnungChartplatzierungen (Jahr, Titel, Album, Platzierungen, Wochen, Auszeichnungen, Anmerkungen) | Höchstplatzierung, Gesamtwochen, AuszeichnungChartplatzierungen (Jahr, Titel, Album, Platzierungen, Wochen, Auszeichnungen, Anmerkungen) | Höchstplatzierung, Gesamtwochen, AuszeichnungChartplatzierungen (Jahr, Titel, Album, Platzierungen, Wochen, Auszeichnungen, Anmerkungen) | Anmerkungen                                                                                                  |
| Jahr | Titel Album                             | DE | AT | CH | UK | US | Latin | ES | Anmerkungen                                                                                                  |
| --- | --------------------------------------- | --- | --- | --- | --- | --- | --- | --- | --- |
| 2003 | Yo no soy tu marido –                   | — | — | — | — | — | Latin48 (1 Wo.)Latin | ES— GoldES | Erstveröffentlichung: 2003                                                                                   |
| 2007 | Tú y yo solitos bailando –              | — | — | — | — | — | — | — | Erstveröffentlichung: 11. November 2007                                                                      |
| 2008 | Gas pela The Black Carpet               | — | — | — | — | — | Latin45 (3 Wo.)Latin | — | Erstveröffentlichung: 2008                                                                                   |
| 2012 | Curiosidad Greatest Hits, Vol. 1        | — | — | — | — | — | — | — | Erstveröffentlichung: 14. August 2012                                                                        |
| 2012 | Piensas en mi Greatest Hits, Vol. 1     | — | — | — | — | — | — | — | Erstveröffentlichung: 18. September 2012                                                                     |
| 2012 | Juegos prohibidos Greatest Hits, Vol. 1 | — | — | — | — | — | — | — | Erstveröffentlichung: 16. Oktober 2012                                                                       |
| 2013 | Voy a beber Greatest Hits, Vol. 1       | — | — | — | — | — | — | ES— GoldES | Erstveröffentlichung: 27. April 2013                                                                         |
| 2014 | Travesuras Greatest Hits, Vol. 1        | — | — | — | — | — | Latin4 (48 Wo.)Latin | ES3 ×4Vierfachplatin + Platin (Streaming) · (92 Wo.)ES                                                                                   | Erstveröffentlichung: 27. Januar 2014                                                                        |
| 2014 | Adicta –                                | — | — | — | — | — | — | — | Erstveröffentlichung: 14. Juni 2014                                                                          |
| 2014 | Si tú no estas Greatest Hits, Vol. 1    | — | — | — | — | — | Latin34 (14 Wo.)Latin | ES78 (3 Wo.)ES | Erstveröffentlichung: 13. September 2014 feat. De La Ghetto                                                  |
| 2015 | El perdón Fénix                         | DE8 ×3Dreifachgold · (36 Wo.)DE | AT9 Gold · (32 Wo.)AT | CH1 ×3Dreifachplatin · (64 Wo.)CH | UK— SilberUK | US56 (30 Wo.)US | Latin1 ×2×7Doppeldiamant + Siebenfachplatin · (58 Wo.)Latin                                                                              | ES1 ×6Sechsfachplatin · (70 Wo.)ES | Erstveröffentlichung: 6. Februar 2015 Verkäufe: + 4.888.000; mit Enrique Iglesias                            |
| 2016 | Hasta el amanecer Fénix                 | — | — | CH— GoldCH | — | US73 (19 Wo.)US | Latin1 ×2Doppeldiamant + Doppelplatin · (57 Wo.)Latin                                                                                    | ES2 ×4Vierfachplatin · (67 Wo.)ES | Erstveröffentlichung: 15. Januar 2016                                                                        |
| 2017 | El amante Fénix                         | — | — | CH31 Platin · (29 Wo.)CH | — | US92 (15 Wo.)US | Latin2 ×3Diamant + Dreifachplatin · (38 Wo.)Latin                                                                                        | ES3 ×5Fünffachplatin · (32 Wo.)ES | Erstveröffentlichung: 15. Januar 2017                                                                        |
| 2017 | Por el momento Fénix                    | — | — | — | — | — | Latin49 (1 Wo.)Latin | — | Erstveröffentlichung: 19. Januar 2017 feat. Plan B                                                           |
| 2017 | Si tú la ves Fénix                      | — | — | — | — | — | Latin18 (26 Wo.)Latin | ES50 Platin · (37 Wo.)ES | Erstveröffentlichung: 27. Juli 2017 feat. Wisin                                                              |
| 2017 | Por el momente –                        | — | — | — | — | — | Latin50 (1 Wo.)Latin | — | Erstveröffentlichung: 22. September 2017 mit Noriel & Yandel                                                 |
| 2018 | X Íntimo                                | DE13 Gold · (26 Wo.)DE | AT33 (22 Wo.)AT | CH3 ×2Doppelplatin · (57 Wo.)CH | UK74 Gold · (10 Wo.)UK | US41 (21 Wo.)US | Latin1 ×3×5Dreifachdiamant + Fünffachplatin · (47 Wo.)Latin                                                                              | ES1 ×4Vierfachplatin · (28 Wo.)ES | Erstveröffentlichung: 2. März 2018 feat. J Balvin                                                            |
| 2018 | Live It Up –                            | DE21 (10 Wo.)DE | AT17 (9 Wo.)AT | CH32 Gold · (10 Wo.)CH | — | — | — | ES59 (6 Wo.)ES | Erstveröffentlichung: 25. Mai 2018 feat. Will Smith & Era Istrefi                                            |
| 2018 | X (Remix) –                             | — | — | — | — | — | — | ES15 ×2Doppelplatin · (22 Wo.)ES | Erstveröffentlichung: 28. Juni 2018 mit J Balvin feat. Maluma & Ozuna                                        |
| 2018 | Satisfacción –                          | — | — | — | — | — | Latin35 (1 Wo.)Latin | — | Erstveröffentlichung: 3. August 2018 feat. Bad Bunny & Arcángel                                              |
| 2018 | Jaleo –                                 | — | — | — | — | — | Latin24 (10 Wo.)Latin | ES78 (2 Wo.)ES | Erstveröffentlichung: 5. Oktober 2018 mit Steve Aoki                                                         |
| 2018 | Baby –                                  | — | — | — | — | — | Latin— ×2DoppelplatinLatin | ES31 Platin · (17 Wo.)ES | Erstveröffentlichung: 21. Dezember 2018 mit Amenazzy & Farruko                                               |
| 2019 | Que le dé –                             | — | — | — | — | — | Latin42 ×2Doppelplatin · (9 Wo.)Latin | ES77 Gold · (5 Wo.)ES | Erstveröffentlichung: 25. Januar 2019 mit Rauw Alejandro                                                     |
| 2019 | Te robaré Íntimo                        | — | — | CH28 Gold · (20 Wo.)CH | — | US91 (6 Wo.)US | Latin6 (26 Wo.)Latin | ES7 ×3Dreifachplatin · (32 Wo.)ES | Erstveröffentlichung: 22. März 2019 feat. Ozuna                                                              |
| 2019 | Verte ir –                              | — | — | — | — | — | Latin17 ×2×4Doppeldiamant + Vierfachplatin · (20 Wo.)Latin                                                                               | ES5 ×4Vierfachplatin · (28 Wo.)ES | Erstveröffentlichung: 28. März 2019 mit DJ Luian, Mambo Kingz, Anuel AA, Darell & Brytiago                   |
| 2019 | Ven y hazlo tú –                        | — | — | — | — | — | Latin39 (2 Wo.)Latin | ES56 (2 Wo.)ES | Erstveröffentlichung: 16. Mai 2019 mit J Balvin, Anuel AA & Arcángel                                         |
| 2019 | Otro trago (Remix) –                    | — | — | — | — | US34 (20 Wo.)US | Latin1 (40 Wo.)Latin | ES2 ×3Dreifachplatin · (29 Wo.)ES | Erstveröffentlichung: 26. Juli 2019 mit Sech, Darell, Ozuna & Anuel AA                                       |
| 2019 | Atrévete Íntimo                         | — | — | — | — | — | Latin23 (14 Wo.)Latin | ES42 Platin · (20 Wo.)ES | Erstveröffentlichung: 2. August 2019 feat. Sech                                                              |
| 2019 | El favor –                              | — | — | — | — | — | Latin21 ×2Doppelplatin · (8 Wo.)Latin | ES30 Platin · (14 Wo.)ES | Erstveröffentlichung: 30. August 2019 mit Dimelo Flow & Farruko feat. Sech, Zion & Lunay                     |
| 2019 | Mi ex –                                 | — | — | — | — | — | Latin45 Gold · (1 Wo.)Latin | — | Erstveröffentlichung: 27. September 2019 mit Nejo                                                            |
| 2019 | Bota fuego –                            | — | — | — | — | — | — | — | Erstveröffentlichung: 11. Oktober 2019 mit Mau y Ricky                                                       |
| 2019 | Whine Up Íntimo                         | — | — | CH66 (3 Wo.)CH | — | — | Latin17 (16 Wo.)Latin | ES3 ×3Dreifachplatin · (26 Wo.)ES | Erstveröffentlichung: 28. Oktober 2019 feat. Anuel AA                                                        |
| 2020 | Muévelo –                               | — | — | CH68 (5 Wo.)CH | — | — | Latin10 ×3Dreifachplatin · (20 Wo.)Latin                                                                                                 | ES9 ×2Doppelplatin · (26 Wo.)ES | Erstveröffentlichung: 8. Januar 2020 mit Daddy Yankee                                                        |
| 2020 | Despacio –                              | — | — | — | — | — | Latin39 (8 Wo.)Latin | — | Erstveröffentlichung: 17. Februar 2020 mit Natti Natasha, Myke Towers, Manuel Turizo, DJ Luian & Mambo Kingz |
| 2020 | Desahogo –                              | — | — | — | — | — | — | — | Erstveröffentlichung: 28. Juni 2020 feat. Carla Morrison                                                     |
| 2020 | Wow –                                   | — | — | — | — | — | Latin36 Gold · (1 Wo.)Latin | ES88 (1 Wo.)ES | Erstveröffentlichung: 18. September 2020 mit Bryant Myers & El Alfa feat. Arcángel & Darrell                 |
| 2020 | Polvo Infinity                          | — | — | — | — | — | Latin15 (17 Wo.)Latin | ES15 ×2Doppelplatin · (24 Wo.)ES | Erstveröffentlichung: 20. November 2020 feat. Myke Towers                                                    |
| 2021 | Fan de tus fotos Infinity               | — | — | — | — | — | Latin11 (20 Wo.)Latin | ES32 Platin · (19 Wo.)ES | Erstveröffentlichung: 8. Februar 2021 feat. Romeo Santos                                                     |
| 2021 | Pikete Infinity                         | — | — | — | — | — | Latin32 (4 Wo.)Latin | — | Erstveröffentlichung: 27. Mai 2021 feat. El Alfa                                                             |
| 2021 | Bzrp Music Sessions, Vol. 41 –          | — | — | — | — | — | Latin38 (1 Wo.)Latin | ES3 ×2Doppelplatin · (18 Wo.)ES | Erstveröffentlichung: 30. Juni 2021 mit Bizarrap                                                             |
| 2021 | Miami Infinity                          | — | — | — | — | — | Latin33 (11 Wo.)Latin | ES98 (1 Wo.)ES | Erstveröffentlichung: 30. Juli 2021                                                                          |
| 2021 | Magnum Infinity                         | — | — | — | — | — | Latin41 (1 Wo.)Latin | ES78 (1 Wo.)ES | Erstveröffentlichung: 27. August 2021 feat. Jhay Cortez                                                      |
| 2022 | Ojos rojos –                            | — | — | — | — | — | Latin17 (14 Wo.)Latin | ES62 Gold · (12 Wo.)ES | Erstveröffentlichung: 27. Januar 2022                                                                        |
| 2023 | Toy a mil –                             | — | — | — | — | — | Latin30 (4 Wo.)Latin | — | Erstveröffentlichung: 19. Januar 2023                                                                        |
| 2023 | 69 Insomnio                             | — | — | — | — | — | Latin41 (5 Wo.)Latin | ES24 Platin · (8 Wo.)ES | Erstveröffentlichung: 19. Mai 2023 feat. Feid                                                                |
| 2023 | Calor Insomnio                          | — | — | — | — | — | — | ES— PlatinES | Erstveröffentlichung: 31. August 2023 feat. Beéle                                                            |
| 2023 | Oye BB –                                | — | — | — | — | — | — | ES43 Gold · (5 Wo.)ES | Erstveröffentlichung: 9. November 2023 mit Omar Montes                                                       |
| 2024 | Cangrinaje Insomnio                     | — | — | — | — | — | — | — | Erstveröffentlichung: 18. April 2024 feat. Truneo                                                            |
| 2024 | Chicokis Insomnio                       | — | — | — | — | — | — | — | Erstveröffentlichung: 13. Juni 2024 feat. Ryan Castro                                                        |
| 2024 | Insomnio                                | — | — | — | — | — | — | — | Erstveröffentlichung: 8. August 2024                                                                         |
| 2025 | Hiekka –                                | — | — | — | — | — | Latin40 (… Wo.)Latin | ES10 Platin · (… Wo.)ES | Erstveröffentlichung: 2. Mai 2025 feat. Beéle                                                                |
| Folgende Lieder erschienen nicht als Single, wurden aber durch das Album zum Download und Streaming bereitgestellt und konnten somit eine Platzierung erlangen: |                                         | | | | | | | | |
| |                                         | | | | | | | | |
| 2024 | La cyber Insomnio                       | — | — | — | — | — | — | ES65 (3 Wo.)ES | Erstveröffentlichung: 31. August 2023 feat. Luar La L                                                        |

Weitere Singles
| - 1995: Distinto a los demás - 1996: Brinquen - 1996: Cuerpo de campeona - 1997: Muchos pensaron - 1997: Mas respeto - 1997: Casanova - 1998: Descontrol - 1998: El desorden - 1998: Unos tripean - 1998: Mi gente tiene que bailar - 1998: Ya llegó mi tiempo - 1998: Yo tengo algo - 1999: Y las gatas - 1999: Tienen el control - 2000: Pelean por fama | - 2000: Para la chica (feat. Big Boy) - 2001: Vamos a perrear - 2001: Desesperau - 2001: En la cama (feat. Daddy Yankee, ES: Gold) - 2003: Me voy pal party - 2003: La vamos a montar - 2004: Loco - 2004: Chambonea - 2004: Tu me guayaste (mit Lito & Polaco) - 2005: Lean Back - 2006: Tocarte toa (mit RKM & Ken-Y, La India, Carlitos Way & Daniela & Fabian Andres Franco Diaz, ADMV & Polaco) - 2007: Ton ton ton (mit RKM & Ken-Y) |

### Als Gastmusiker
| Jahr | Titel Album                                              | Höchstplatzierung, Gesamtwochen, AuszeichnungChartplatzierungen (Jahr, Titel, Album, Platzierungen, Wochen, Auszeichnungen, Anmerkungen) | Höchstplatzierung, Gesamtwochen, AuszeichnungChartplatzierungen (Jahr, Titel, Album, Platzierungen, Wochen, Auszeichnungen, Anmerkungen) | Höchstplatzierung, Gesamtwochen, AuszeichnungChartplatzierungen (Jahr, Titel, Album, Platzierungen, Wochen, Auszeichnungen, Anmerkungen) | Höchstplatzierung, Gesamtwochen, AuszeichnungChartplatzierungen (Jahr, Titel, Album, Platzierungen, Wochen, Auszeichnungen, Anmerkungen) | Höchstplatzierung, Gesamtwochen, AuszeichnungChartplatzierungen (Jahr, Titel, Album, Platzierungen, Wochen, Auszeichnungen, Anmerkungen) | Höchstplatzierung, Gesamtwochen, AuszeichnungChartplatzierungen (Jahr, Titel, Album, Platzierungen, Wochen, Auszeichnungen, Anmerkungen) | Höchstplatzierung, Gesamtwochen, AuszeichnungChartplatzierungen (Jahr, Titel, Album, Platzierungen, Wochen, Auszeichnungen, Anmerkungen) | Anmerkungen |
| Jahr | Titel Album                                              | DE | AT | CH | UK | US | Latin | ES | Anmerkungen |
| --- | -------------------------------------------------------- | --- | --- | --- | --- | --- | --- | --- | --- |
| 2005 | Ya no queda nada –                                       | — | — | — | — | — | Latin23 (13 Wo.)Latin | — | Erstveröffentlichung: 2005 Tito Nieves feat. Nicky Jam |
| 2012 | El amor –                                                | — | — | — | — | — | — | — | Erstveröffentlichung: 14. April 2012 Alberto Stylee feat. Nicky Jam                                                                                           |
| 2013 | Piensas en mi Imperi Nazza Ge                            | — | — | — | — | — | — | — | Erstveröffentlichung: 10. August 2013 Kario & Yaret feat. Nicky Jam                                                                                           |
| 2014 | Una Noche Más The Beginning                              | — | — | — | — | — | Latin— GoldLatin | — | Erstveröffentlichung: 3. August 2014 Kevin Roldan feat. Nicky Jam                                                                                             |
| 2014 | No llores mas –                                          | — | — | — | — | — | — | — | Erstveröffentlichung: 31. August 2014 Valentino feat. J Alvarez, Nicky Jam & Ñejo                                                                             |
| 2014 | Adicto a tus redes –                                     | — | — | — | — | — | Latin45 (5 Wo.)Latin | — | Erstveröffentlichung: 5. November 2014 Tito El Bambino feat. Nicky Jam                                                                                        |
| 2014 | Una citá (Remix) –                                       | — | — | — | — | — | — | — | Erstveröffentlichung: 22. Dezember 2014 Alkilados feat. J Alvarez, El Roockie & Nicky Jam                                                                     |
| 2015 | Ay vamos (Remix) –                                       | — | — | — | — | — | — | — | Erstveröffentlichung: 12. Februar 2015 J Balvin feat. Nicky Jam & French Montana                                                                              |
| 2015 | Quiero estar contigo Los de la Nazza the Collection 3    | — | — | — | — | — | — | — | Erstveröffentlichung: 22. Mai 2015 Los de la Nazza feat. Nicky Jam                                                                                            |
| 2015 | Te busco –                                               | — | — | — | — | — | Latin7 ×2Doppelplatin · (27 Wo.)Latin | ES24 ×2Doppelplatin · (51 Wo.)ES | Erstveröffentlichung: 4. Juli 2015 Cosculluela feat. Nicky Jam                                                                                                |
| 2015 | Sunset Visionary                                         | — | — | — | — | — | Latin3 (26 Wo.)Latin | ES57 (12 Wo.)ES | Erstveröffentlichung: 23. Oktober 2015 Farruko feat. Shaggy & Nicky Jam                                                                                       |
| 2015 | Como lo hacía yo The King of Romance                     | — | — | — | — | — | Latin14 ×2Doppelplatin · (22 Wo.)Latin                                                                                                   | ES62 (19 Wo.)ES | Erstveröffentlichung: 30. Oktober 2015 Key Y feat. Nicky Jam                                                                                                  |
| 2016 | Ya me enteré Des/Amor                                    | — | — | — | — | — | Latin6 (26 Wo.)Latin | — | Erstveröffentlichung: 8. April 2016 Reik feat. Nicky Jam |
| 2016 | Cheap Thrills (Latino Version Remix) –                   | — | — | — | — | — | — | — | Erstveröffentlichung: 17. Juni 2016 Sia feat. Nicky Jam |
| 2016 | De pies a cabeza –                                       | — | — | — | — | — | Latin8 (20 Wo.)Latin | ES— GoldES | Erstveröffentlichung: 5. August 2016 Maná feat. Nicky Jam |
| 2016 | In My Foreign xXx: Die Rückkehr des Xander Cage (O.S.T.) | — | — | — | — | — | — | — | Erstveröffentlichung: 18. November 2016 The Americanos feat. French Montana, Lil Yachty, Nicky Jam & Ty Dolla Sign                                            |
| 2017 | La ocasión (Remix) –                                     | — | — | — | — | — | Latin— ×4VierfachplatinLatin | — | Erstveröffentlichung: 8. Februar 2017 DJ Luian & Mambo Kingz feat. De La Ghetto, Ozuna, Arcángel, Anuel AA, Daddy Yankee, Nicky Jam, Farruko, J Balvin & Zion |
| 2017 | Bonita (Remix) –                                         | — | — | — | — | — | Latin8 (26 Wo.)Latin | ES8 ×3Dreifachplatin · (44 Wo.)ES | Erstveröffentlichung: 2. Juni 2017 J Balvin & Jowell y Randy feat. Yandel, Ozuna & Nicky Jam                                                                  |
| 2017 | Ayer 2 –                                                 | — | — | — | — | — | — | ES— PlatinES | Erstveröffentlichung: 16. Juni 2017 Anuel AA feat. DJ Nelson, J Balvin, Nicky Jam & Consulluela                                                               |
| 2017 | Mi tesoro Motivan2                                       | — | — | — | — | — | Latin26 (20 Wo.)Latin | — | Erstveröffentlichung: 30. Juni 2017 Zion y Lennox feat. Nicky Jam                                                                                             |
| 2017 | Si tu lo dejas –                                         | — | — | — | — | — | Latin— ×6SechsfachplatinLatin | ES— GoldES | Erstveröffentlichung: 3. August 2017 Rvssian feat. Farruko, Bad Bunny, Nicky Jam & King Kosa                                                                  |
| 2017 | Perro Fiel El Dorado                                     | — | — | CH62 Gold · (11 Wo.)CH | — | US100 (1 Wo.)US | Latin6 (26 Wo.)Latin | ES5 ×3Dreifachplatin · (48 Wo.)ES | Erstveröffentlichung: 8. September 2017 Shakira feat. Nicky Jam                                                                                               |
| 2017 | Casate conmigo –                                         | — | — | — | — | — | Latin17 ×9Neunfachplatin · (20 Wo.)Latin                                                                                                 | ES— GoldES | Erstveröffentlichung: 14. September 2017 Silvestre Dangond feat. Nicky Jam                                                                                    |
| 2017 | Bella y sensual Golden                                   | — | — | — | — | US95 (1 Wo.)US | Latin6 ×6Sechsfachplatin · (26 Wo.)Latin                                                                                                 | ES30 ×3Dreifachplatin · (37 Wo.)ES | Erstveröffentlichung: 27. Oktober 2017 Romeo Santos feat. Daddy Yankee & Nicky Jam                                                                            |
| 2018 | Te boté (Remix) Now or Never                             | — | — | — | — | US36 (21 Wo.)US | Latin1 ×10×6Zehnfachdiamant + Sechsfachplatin · (52 Wo.)Latin                                                                            | ES— ×2DoppelplatinES | Erstveröffentlichung: 11. April 2018 Nio Garcia & Casper Mágico feat. Bad Bunny, Darell, Nicky Jam & Ozuna                                                    |
| 2018 | Mi cama (Remix) Ocean                                    | — | — | — | — | — | Latin6 Diamant · (20 Wo.)Latin | — | Erstveröffentlichung: 13. Juli 2018 Karol G feat. J. Balvin & Nicky Jam                                                                                       |
| 2018 | Good Vibes You’re Welcome                                | — | — | — | — | — | Latin— ×2DoppelplatinLatin | ES44 Platin · (20 Wo.)ES | Erstveröffentlichung: 21. September 2018 Fuego feat. Nicky Jam                                                                                                |
| 2019 | Back in the City #ElDisco                                | — | — | — | — | — | — | ES20 Gold · (5 Wo.)ES | Erstveröffentlichung: 7. Februar 2019 Alejandro Sanz feat. Nicky Jam                                                                                          |
| 2019 | Que más pues (Remix) –                                   | — | — | — | — | — | Latin— DiamantLatin | ES18 ×2Doppelplatin · (21 Wo.)ES | Erstveröffentlichung: 11. April 2019 Sech feat. Justin Quiles, Maluma, Nicky Jam, Farruko, Dalex & Lenny Tavárez                                              |
| 2019 | Date la vuelta Ley de Gravedad                           | — | — | CH27 (2 Wo.)CH | — | — | Latin31 (20 Wo.)Latin | ES23 Platin · (20 Wo.)ES | Erstveröffentlichung: 26. April 2019 Luis Fonsi feat. Sebastián Yatra & Nicky Jam                                                                             |
| 2019 | Cuaderno Climaxxx                                        | — | — | — | — | — | Latin47 Diamant · (8 Wo.)Latin | ES15 ×3Dreifachplatin · (23 Wo.)ES | Erstveröffentlichung: 9. Mai 2019 Dalex feat. Nicky Jam, Justin Quiles, Sech, Lenny Tavárez, Feid & Rafa Pabön                                                |
| 2019 | Mona Lisa Uno                                            | — | — | — | — | — | — | — | Erstveröffentlichung: 31. Mai 2019 Nacho feat. Nicky Jam |
| 2019 | Rebota (Remix) BRB Be Right Back                         | — | — | — | — | — | Latin28 Platin · (9 Wo.)Latin | ES24 Platin · (14 Wo.)ES | Erstveröffentlichung: 12. Juli 2019 Guaynaa feat. Nicky Jam, Farruko, Becky G & Sech                                                                          |
| 2020 | Color Esperanza 2020 –                                   | — | — | — | — | — | — | ES— PlatinES | Erstveröffentlichung: 18. Mai 2020 Various Artists, Benefizsingle                                                                                             |
| 2020 | Vida Loca Translation                                    | — | — | — | — | — | — | — | Erstveröffentlichung: 18. Juni 2020 The Black Eyed Peas feat. Nicky Jam & Tyga                                                                                |
| 2020 | A correr los lakers (Remix) –                            | — | — | — | — | — | — | ES— GoldES | Erstveröffentlichung: 3. Juli 2020 El Alfa feat. Arcángel, Nicky Jam, Ozuna & Secreto el Famoso Biberon                                                       |
| 2022 | Dançarina (Remix) –                                      | — | — | — | — | — | — | — | Erstveröffentlichung: 10. Juni 2022 Pedro Sampaio, Dadju & Anitta feat. Nicky Jam & MC Pedrinho                                                               |
| 2022 | Poblado (Remix) Jose                                     | — | — | — | — | — | Latin11 (20 Wo.)Latin | ES12 Platin · (15 Wo.)ES | Erstveröffentlichung: 18. Juni 2021 J Balvin feat. Karol G & Nicky Jam, Crissin, Totoy El Frio & Natan & Shander                                              |
| 2022 | No Fear Scorcha                                          | — | — | — | — | — | — | — | Erstveröffentlichung: 20. April 2022 Sean Paul feat. Damian Marley & Nicky Jam                                                                                |
| 2022 | Si Te Preguntan… Llamada perdida                         | — | — | — | — | — | Latin31 ×3Dreifachplatin · (12 Wo.)Latin                                                                                                 | ES26 Gold · (1 Wo.)ES | Erstveröffentlichung: 23. Juni 2022 Prince Royce feat. Nicky Jam & Jay Wheeler                                                                                |
| 2023 | Celular Summertime Friends                               | — | — | — | — | — | — | — | Erstveröffentlichung: 6. Juli 2023 The Chainsmokers feat. Nicky Jam 6 Maluma                                                                                  |
| Folgende Lieder erschienen nicht als Single, wurden aber durch das Album zum Download und Streaming bereitgestellt und konnten somit eine Platzierung erlangen: |                                                          | | | | | | | | |
| |                                                          | | | | | | | | |
| 2015 | No sales de mi mente Dangerous                           | — | — | — | — | — | Latin— PlatinLatin | ES61 (12 Wo.)ES | Yandel feat. Nicky Jam |
| 2020 | Bad con Nicky Las que no iban a salir                    | — | — | — | — | — | Latin13 ×4Vierfachplatin · (10 Wo.)Latin                                                                                                 | ES4 Platin · (16 Wo.)ES | Charteinstieg: 14. Mai 2020 Bad Bunny feat. Nicky Jam |

## Statistik

### Chartauswertung
|                     | DE    | AT    | CH    | UK    | US    | Latin       | ES    |
| ------------------- | ----- | ----- | ----- | ----- | ----- | ----------- | ----- |
| Nummer-eins-Alben   | DE—DE | AT—AT | CH—CH | UK—UK | US—US | Latin1Latin | ES—ES |
| Top-10-Alben        | DE—DE | AT—AT | CH1CH | UK—UK | US—US | Latin3Latin | ES—ES |
| Alben in den Charts | DE—DE | AT—AT | CH2CH | UK—UK | US2US | Latin6Latin | ES4ES |

|                       | DE    | AT    | CH    | UK    | US    | Latin        | ES     |
| --------------------- | ----- | ----- | ----- | ----- | ----- | ------------ | ------ |
| Nummer-eins-Singles   | DE—DE | AT—AT | CH1CH | UK—UK | US—US | Latin5Latin  | ES2ES  |
| Top-10-Singles        | DE1DE | AT1AT | CH2CH | UK—UK | US—US | Latin18Latin | ES15ES |
| Singles in den Charts | DE3DE | AT3AT | CH9CH | UK1UK | US9US | Latin56Latin | ES47ES |

### Auszeichnungen für Musikverkäufe
| Land/RegionAuszeichnungen für Musikverkäufe (Land/Region, Auszeichnungen, Verkäufe, Quellen) | Silber  | Gold       | Platin         | Diamant       | Verkäufe   | Quellen                 |
| -------------------------------------------------------------------------------------------- | ------- | ---------- | -------------- | ------------- | ---------- | ----------------------- |
| Argentinien (CAPIF)                                                                          | —       | Gold1      | Platin1        | —             | 30.000     | Einzelnachweise         |
| Belgien (BRMA)                                                                               | —       | Gold1      | Platin1        | —             | 45.000     | ultratop.be             |
| Brasilien (PMB)                                                                              | —       | Gold1      | 4× Platin4     | —             | 180.000    | pro-musicabr.org.br     |
| Chile (IFPI)                                                                                 | —       | 5× Gold5   | 9× Platin9     | —             | 1.160.000  | profovi.cl CL2 CL3      |
| Dänemark (IFPI)                                                                              | —       | 2× Gold2   | —              | —             | 90.000     | ifpi.dk                 |
| Deutschland (BVMI)                                                                           | —       | 2× Gold2   | Platin1        | —             | 800.000    | musikindustrie.de       |
| Frankreich (SNEP)                                                                            | —       | 5× Gold5   | Platin1        | 2× Diamant2   | 1.564.666  | snepmusique.com         |
| Italien (FIMI)                                                                               | —       | 7× Gold7   | 20× Platin20   | —             | 1.195.000  | fimi.it                 |
| Kanada (MC)                                                                                  | —       | 3× Gold3   | 7× Platin7     | —             | 680.000    | musiccanada.com         |
| Kolumbien (ASINCOL)                                                                          | —       | Gold1      | —              | —             | 10.000     | Einzelnachweise         |
| Mexiko (AMPROFON)                                                                            | —       | 18× Gold18 | 40× Platin40   | 13× Diamant13 | 7.180.000  | amprofon.com.mx         |
| Niederlande (NVPI)                                                                           | —       | —          | 2× Platin2     | —             | 120.000    | nvpi.nl                 |
| Österreich (IFPI)                                                                            | —       | Gold1      | —              | —             | 15.000     | ifpi.at                 |
| Peru (UNIMPRO)                                                                               | —       | —          | 2× Platin2     | —             | 12.000     | Einzelnachweise         |
| Polen (ZPAV)                                                                                 | —       | Gold1      | 2× Platin2     | 3× Diamant3   | 380.000    | olis.pl                 |
| Portugal (AFP)                                                                               | —       | 2× Gold2   | 6× Platin6     | —             | 70.000     | Einzelnachweise         |
| Schweden (IFPI)                                                                              | —       | 2× Gold2   | 6× Platin6     | —             | 280.000    | sverigetopplistan.se    |
| Schweiz (IFPI)                                                                               | —       | 4× Gold4   | 6× Platin6     | —             | 165.000    | hitparade.ch            |
| Spanien (Promusicae)                                                                         | —       | 12× Gold12 | 80× Platin80   | —             | 4.410.000  | elportaldemusica.es ES2 |
| Vereinigte Staaten (RIAA)                                                                    | —       | 4× Gold4   | 84× Platin84   | 24× Diamant24 | 19.560.000 | riaa.com                |
| Vereinigtes Königreich (BPI)                                                                 | Silber1 | Gold1      | —              | —             | 600.000    | bpi.co.uk               |
| Zentralamerika (CFC)                                                                         | —       | Gold1      | —              | —             | 35.000     | cfc-musica.com          |
| Insgesamt                                                                                    | Silber1 | 74× Gold74 | 272× Platin272 | 42× Diamant42 |            |                         |